# ピーター・ウマガ＝ジェンセン
ピーター・ウマガ＝ジェンセン（Peter Umaga-Jensen、1997年12月31日 - ）は、ニュージーランド出身のラグビーユニオン選手。ジャパンラグビーリーグワンの花園近鉄ライナーズ所属。

## 家族
- 元オールブラックスキャプテンのタナ・ウマガと その弟マイク・ウマガ（英語版）、元オールブラックスキャプテンのジェリー・コリンズ（英語版）は、いずれも叔父にあたる[1]。
- 双子の兄弟、トーマス・ウマガ＝ジェンセン（英語版）は、オタゴとスーパーラグビーのハイランダーズに所属している（2025年6月現在）[2][1]。
- いとこのジェイコブ・ウマガ（英語版）は、イタリアのベネットンに所属している（2025年6月現在）[3]。

## 経歴
ニュージーランド北島のウェリントン地方にあるロワー・ハット生まれ。5歳の時に、ワイヌイオマタ・ラグビーフットボールクラブでラグビーを始めた。 
2016年、州代表リーグであるマイター10カップ（現在のNPC）のウェリントン・ライオンズに加入。同年のマイター10カップで8試合に出場し1トライを記録した。
2016年と2017年にワールドラグビーU20チャンピオンシップに出場。
2017年、スーパーラグビーのハリケーンズと契約。 2018年にレッズ戦でデビュー。
2020年10月18日、オールブラックスとしてオーストラリア代表戦に出場し、ニュージーランド代表初キャップを得る。
2025年6月13日、ハリケーンズ退団と、日本チームへの移籍を発表。同年7月22日、花園近鉄ライナーズへの入団が発表された。